# Martin Nimira
Martin Nimira (Marinus Nimireus), Rab, druga polovica XV. st, rapski kanonik i arhiđakon, latinski pisac. Pripadnik ugledne plemićke obitelji.

## Djelo
Nimira je objavio Sermo de passione Domini (Propovijed o muci Gospodnjoj, Rim, 1494.), korizmenu propovijed održanu pred papom Aleksandrom VI, ujedno i jedna od rijetkih inkunabula koje su u cijelosti djelo hrvatskoga autora. To je izdanje u svojoj knjižnici posjedovao i Marko Marulić.
Dva manja Nimirina teksta, pismo Ludoviku Valenciji, teologu i filozofu iz Ferrare, te posvetni epigram čitateljima, sadrži Aristotelova Politika u latinskome prijevodu Leonarda Brunija, s komentarom Tome Akvinskoga (prvotisak Rim, 1492.).